# Cylindrocolea brasiliensis
Cylindrocolea brasiliensis är en bladmossart som beskrevs av D.P.Costa, N.D.Santos et Vána. Cylindrocolea brasiliensis ingår i släktet Cylindrocolea och familjen Cephaloziellaceae. Inga underarter finns listade i Catalogue of Life.